# Serge Masnaghetti
Serge Masnaghetti (ur. 15 kwietnia 1934 w Mancieulles) – francuski piłkarz, reprezentant kraju grający na pozycji napastnika.

## Kariera klubowa
Urodził się w rodzinie włoskich imigrantów, w miejscowości Mancieulles, we wschodniej Francji. Swoją przygodę z futbolem rozpoczął w 1955 w AS Giraumont. W 1959 został zawodnikiem zespołu Valenciennes. Po spadku zespołu do niższej ligi w sezonie 1960/1961, pomógł drużynie powrócić do Première Division, zostając królem strzelców Division 2 (21 goli). 
Po powrocie drużyny do najwyżej klasy rozgrywkowej, nie stracił strzeleckiej formy, dzięki czemu został królem strzelców Première Division, strzelając w 37 spotkaniach aż 35 bramek. Łącznie, przez 7 lat gry dla zespołu Valenciennes, rozegrał 188 spotkań, w których zdobył 112 bramek. W 1966 zakończył karierę piłkarską.
| Sezon   | Klub         | Kraj    | Rozgrywki         | Mecze | Bramki |
| ------- | ------------ | ------- | ----------------- | ----- | ------ |
| 1955/56 | AS Giraumont | Francja |                   |       |        |
| 1956/57 | AS Giraumont | Francja |                   |       |        |
| 1957/58 | AS Giraumont | Francja |                   |       |        |
| 1958/59 | AS Giraumont | Francja |                   |       |        |
| 1959/60 | Valenciennes | Francja | Première Division | 18    | 5      |
| 1960/61 | Valenciennes | Francja | Première Division | 30    | 7      |
| 1961/62 | Valenciennes | Francja | Division 2        | 33    | 21     |
| 1962/63 | Valenciennes | Francja | Première Division | 37    | 35     |
| 1963/64 | Valenciennes | Francja | Première Division | 23    | 12     |
| 1964/65 | Valenciennes | Francja | Première Division | 27    | 16     |
| 1965/66 | Valenciennes | Francja | Première Division | 20    | 15     |

## Kariera reprezentacyjna
Masnaghetti dwukrotnie wystąpił w reprezentacji Francji. Pierwszy występ miał miejsce w Barcelonie, przeciwko Hiszpanii. 
Drugie i zarazem ostatnie spotkanie Masnaghettiego w reprezentacji odbyło się w Paryżu, przeciwko Belgii, której to strzelił bramkę. Po tym spotkaniu nie był więcej powoływany do reprezentacji.
| Mecze i gole w reprezentacji | Mecze i gole w reprezentacji | Mecze i gole w reprezentacji | Mecze i gole w reprezentacji | Mecze i gole w reprezentacji | Mecze i gole w reprezentacji | Mecze i gole w reprezentacji |
| #                            | Data                         | Miasto                       | Przeciwnik                   | Gol                          | Wynik                        | Rozgrywki                    |
| ---------------------------- | ---------------------------- | ---------------------------- | ---------------------------- | ---------------------------- | ---------------------------- | ---------------------------- |
| 1.                           | 09.01.1963                   | Barcelona                    | Hiszpania                    |                              | 0:0                          | towarzyski                   |
| 2.                           | 25.12.1963                   | Paryż                        | Belgia                       | Gol                          | 1:2                          | towarzyski                   |

## Osiągnięcia
Valenciennes FC
- Król strzelców Première Division (1): 1962/1963 (35 goli)
- Król strzelców Division 2 (1): 1961/1962 (21 goli)